# Nelson Diebel
Nelson W. Diebel, né le 9 novembre 1970 à Hinsdale (Illinois), est un nageur américain.

## Carrière
Nelson Diebel remporte deux médailles aux Jeux olympiques d'été de 1992 à Barcelone ; il est sacré champion olympique sur 100 mètres brasse et sur le relais 4 × 100 mètres quatre nages. 